# M. Lengfeld’sche Buchhandlung

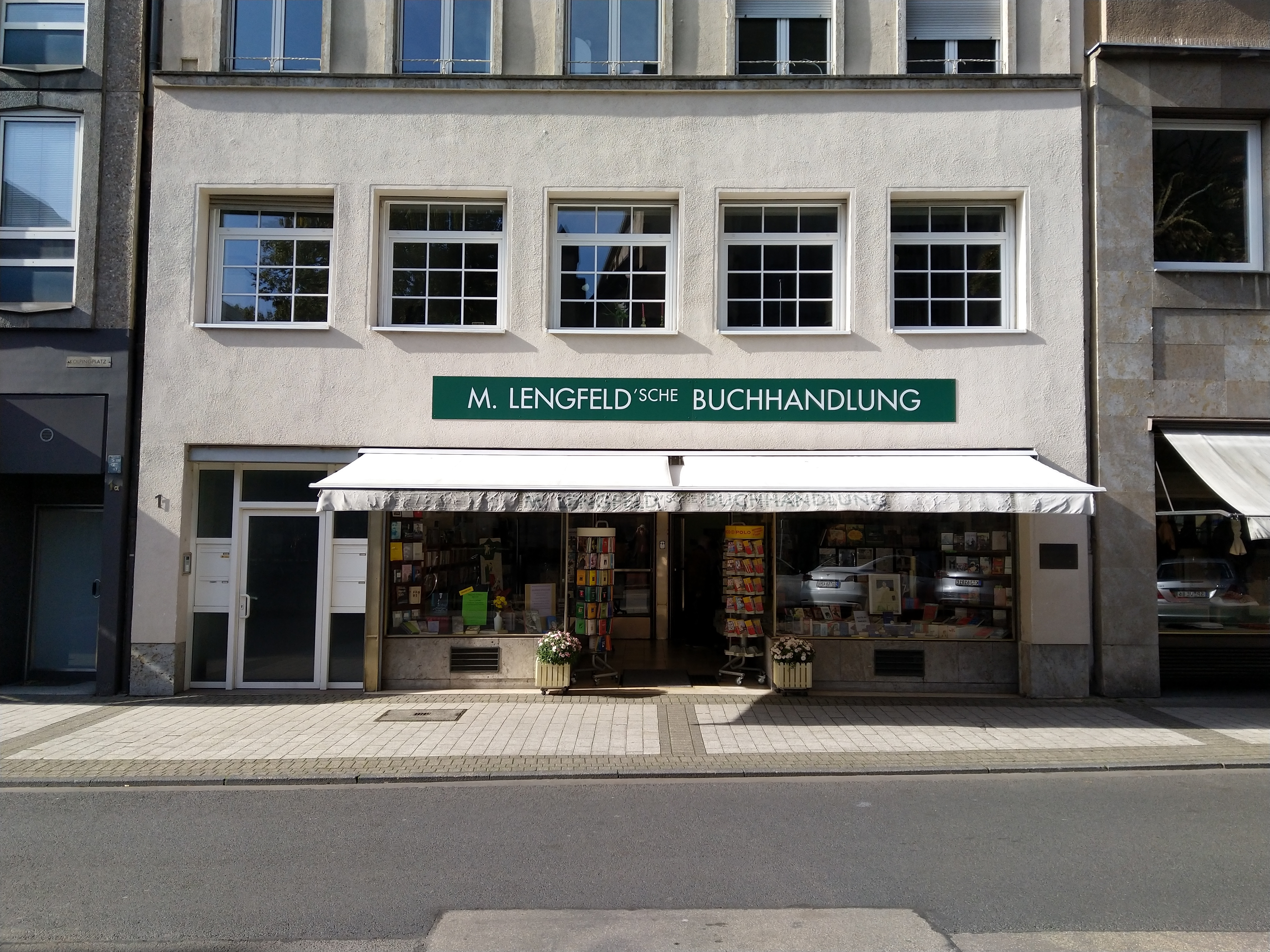
Die M. Lengfeld’sche Buchhandlung Köln, Kolpingplatz 1 (2024)

M. Lengfeld’sche Buchhandlung (früher auch Buchhandlung M. Lengfeld) ist die älteste noch existierende Buchhandlung Kölns. Sie wurde 1842 gegründet und trägt bis heute denselben Namen, obwohl sie etliche Inhaber hatte.

## Geschichte ab 1842

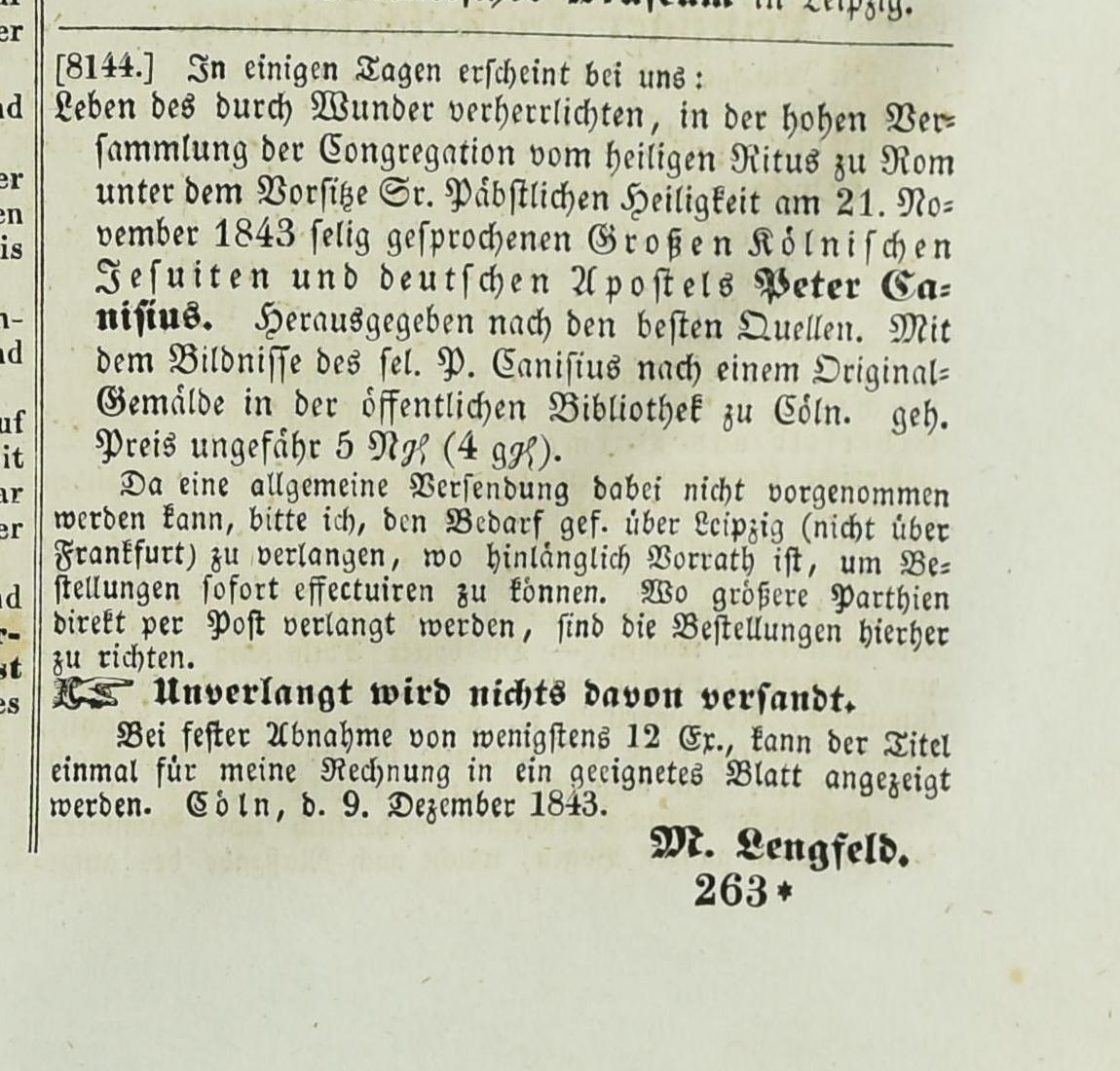
Anzeige aus der Buchhandelsfachpresse für ein Buch über Peter Canisius, verlegt von M. Lengfeld Ende 1843.

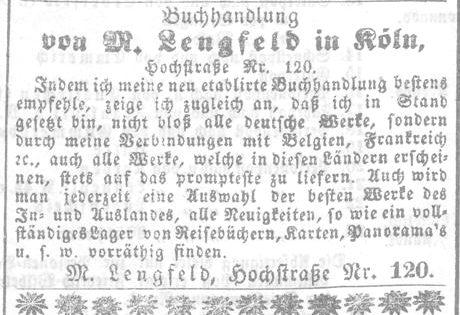
Erste Werbeanzeige des Buchhändlers M. Lengfeld (M. Lengfeld’sche Buchhandlung) in Kölnische Zeitung am 2. August 1848.

1842 eröffnete Moritz Lengfeld die Buchhandlung in der Hohe Straße 120 in Köln. Er hatte zuvor zwölf Jahre bei Jacob Anton Mayer, in der J. A. Mayer’schen Buchhandlung, später in der bekannten Kurzversion Mayersche, in Aachen gearbeitet. Lengfeld war Buchhändler und wie damals üblich auch Verleger von Büchern. Ende 1843 veröffentlichte er ein Buch über den seliggesprochenen Jesuiten Peter Canisius.

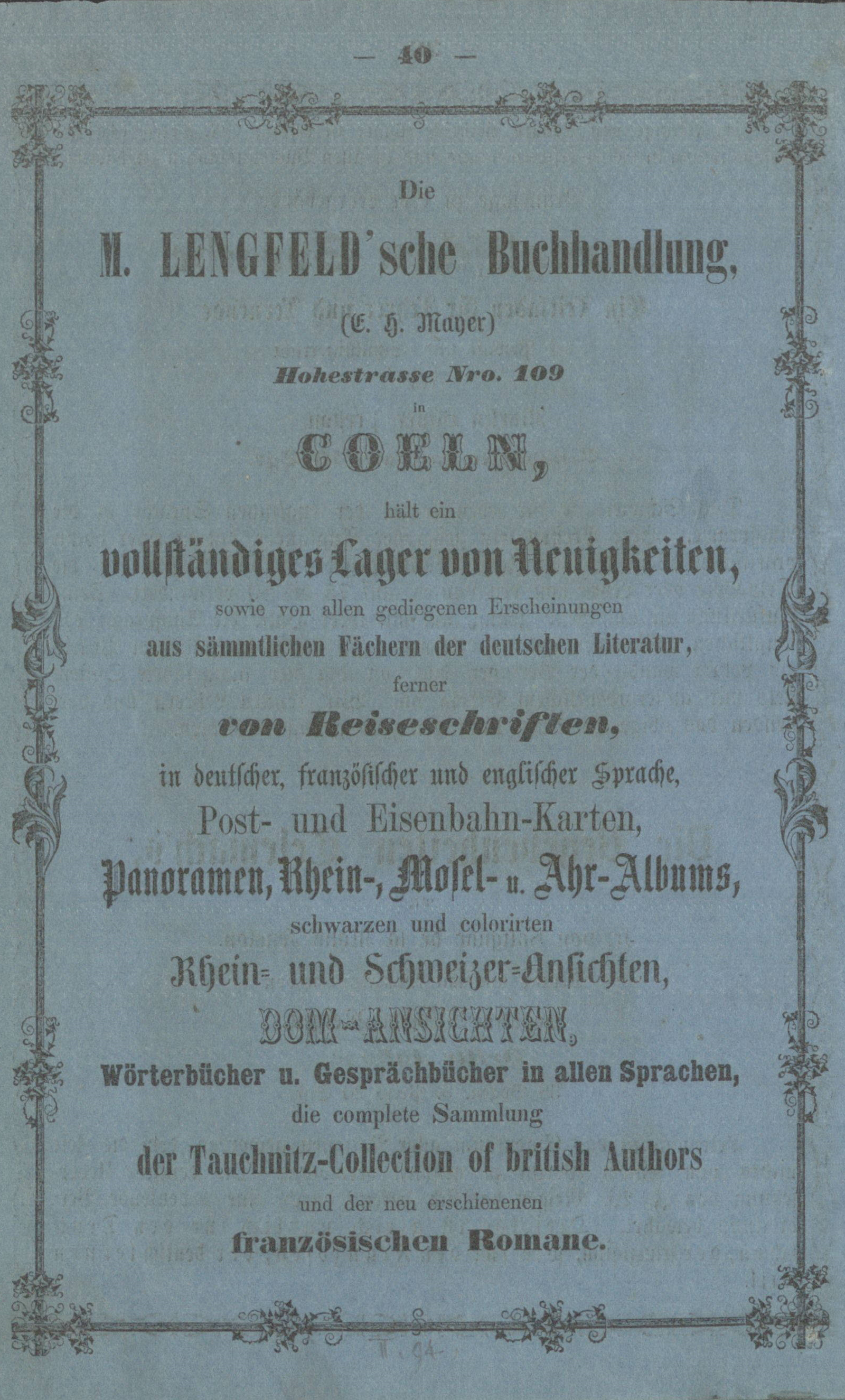
Werbeanzeige für M. Lengfeld’sche Buchhandlung von 1859. Aus einem Kölner Adressbuch.

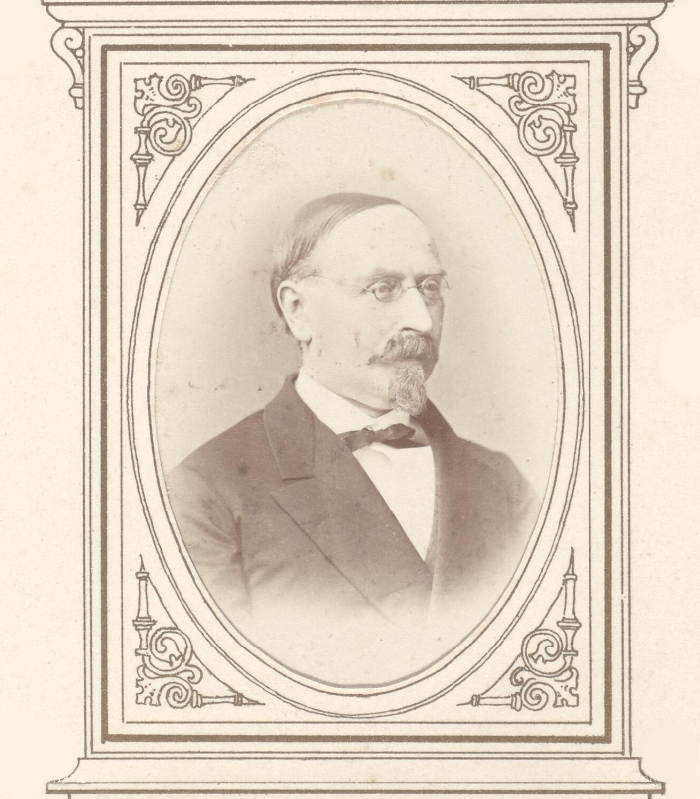
Eduard Heinrich Mayer, 17 Jahre Betreiber der Lengfeld’schen Buchhandlung, Buchhändler und Verleger.

1857 wechselte der Besitzer der Buchhandlung: Bis 1874 war Lengfelds Cousin, Eduard Heinrich Mayer, der Inhaber. Dieser war ein Sohn des Aachener Buchhändlers Jacob Anton Mayer. Eduard Heinrich Mayer wurde am 8. März 1821 in Aachen geboren und starb am 5. August 1907 in Köln. Mayer stellte von Juli 1872 bis Juli 1874 Alexander Francke als Gehilfen ein, der später ebenfalls seinen Weg als Buchhändler und Verleger machte. Sitz der Buchhandlung war Hochstraße 109. Mayer konzentriert sich aufs Verlegen von Büchern und gab das Kölner Buchhandelsgeschäft Lengfeld’sche in der Folge auf.
1874 übernahm bis 1877 Carl Reißner aus Bischofstein die Kölner Buchhandlung. Er starb laut einer Quelle 1907 in Dresden, wo er auch geboren worden war. Den Verlag zur Lengfeld’schen Buchhandlung führt E. H. Mayer aber in Köln und Leipzig fort. Hier entstand somit eine Trennung von Buchhandlung und Verlag. Reißner als Buchhändler, Mayer als Verleger.

## Geschichte ab 1877
1877 begann ein neues Kapitel der M. Lengfeld’schen Buchhandlung, denn nun wurden Carl Reißner und Alexander Ganz (* 1851) gemeinsame Inhaber. Ganz und seine Familie wurden für Jahrzehnte prägend für die Buchhandlung. Seine Frau Clara Herzbach (* 1860) arbeitete ebenfalls in der Buchhandlung mit.
1880 wurde Alexander Ganz alleiniger Gesellschafter, leitete nun allein mit seiner Familie die Lengfeld’sche Buchhandlung und firmierte fortan als „M. Lengfeld’sche Buchhandlung (A. Ganz)“. Unter seiner Leitung wurde die Buchhandlung erheblich erweitert, zur Kunsthandlung und zur Leihbibliothek. 1919 zog die Buchhandlung in den Olivandenhof (Zeppelinstraße 9, Ecke Richmodstr. 10, erbaut 1913) in Köln. Das Geschäft war das größte dort, über drei Stockwerke verteilt und mit acht Schaufenstern. Die Leihbibliothek besaß über 200.000 Bücher und wurde von seiner Frau geführt. Die „M. Lengfeld’sche Buchhandlung“ war damit zur größten im Rheinland geworden. Man beschäftigte bis zu 15 Angestellte. Sohn Felix wurde 1913 Lengfeld’sche-Teilhaber, Schwiegersohn Max Pinette, Ehemann von Tochter Lisbeth, kam 1919 als weiterer Mitinhaber hinzu.
Alexander Ganz war von 1907 bis 1913 und von 1917 bis 1919 im wichtigen Vereinsausschuss des Börsenvereins des Deutschen deutschen Buchhandels aktiv, zwei Jahre davon als Vorsitzender. Er starb 1923 in Köln, seine Frau Clara 1925. Die Eheleute wurden auf dem Jüdischen Friedhof Köln-Bocklemünd bestattet. Die Buchhandlung wurde von ihren Nachkommen übernommen.

## Geschichte ab 1933
Der Name „Ganz“ prägte bis zur Vertreibung der jüdischen Familie aus Deutschland viele Jahre die Buchhandlung. Das Ehepaar Ganz hatte vier Kinder: Anna Ballin, Lisbeth Pinette, Karl Justus und Felix. Beide Söhne machten eine Buchhändlerlehre. Felix Ganz machte eine Lehre in Leipzig und übernahm die Lengfeld’sche Buchhandlung, nachdem er bereits seit 1913 Teilhaber gewesen war. Er und seine Frau Therese wohnten von 1926 bis 1934 in der Mommsenstraße in Köln-Lindenthal.
Ab 1934 verließen die meisten Ganz-Familienmitglieder notgedrungen NS-Deutschland. Felix Ganz wanderte mit seiner Frau im 1934 nach Palästina aus. Der Mann von Tochter Lisbeth, Max Pinette, führte die Buchhandlung kurzzeitig allein weiter. Felix Ganz starb am 27. August 1937 in Jerusalem.
Karl Justus Ganz (1893–1953), der seine Buchhändlerlehre bei Alexander Francke in Bern absolviert hatte, war 1934 mit seiner Frau Minnie Meyer (1897–1984) nach Frankreich gegangen. Lisbeth Pinette und ihr Bruder Karl Justus Ganz verließen beide mit ihren Familien Köln, sie emigrierten zuerst nach Frankreich; danach kam es von dort zur Flucht nach Spanien, Marokko, England und in die USA. Nach der Befreiung durch die Alliierten kehrte man zurück. Erst jetzt wurde auch Karl Justus Ganz ein aktiver Buchhändler im eigenen Geschäft. Anna Ballin, die Tochter von Alexander Ganz, und ihr Sohn Gottfried Ballin, die Deutschland nicht verlassen hatten, waren in Konzentrationslagern ermordet worden.

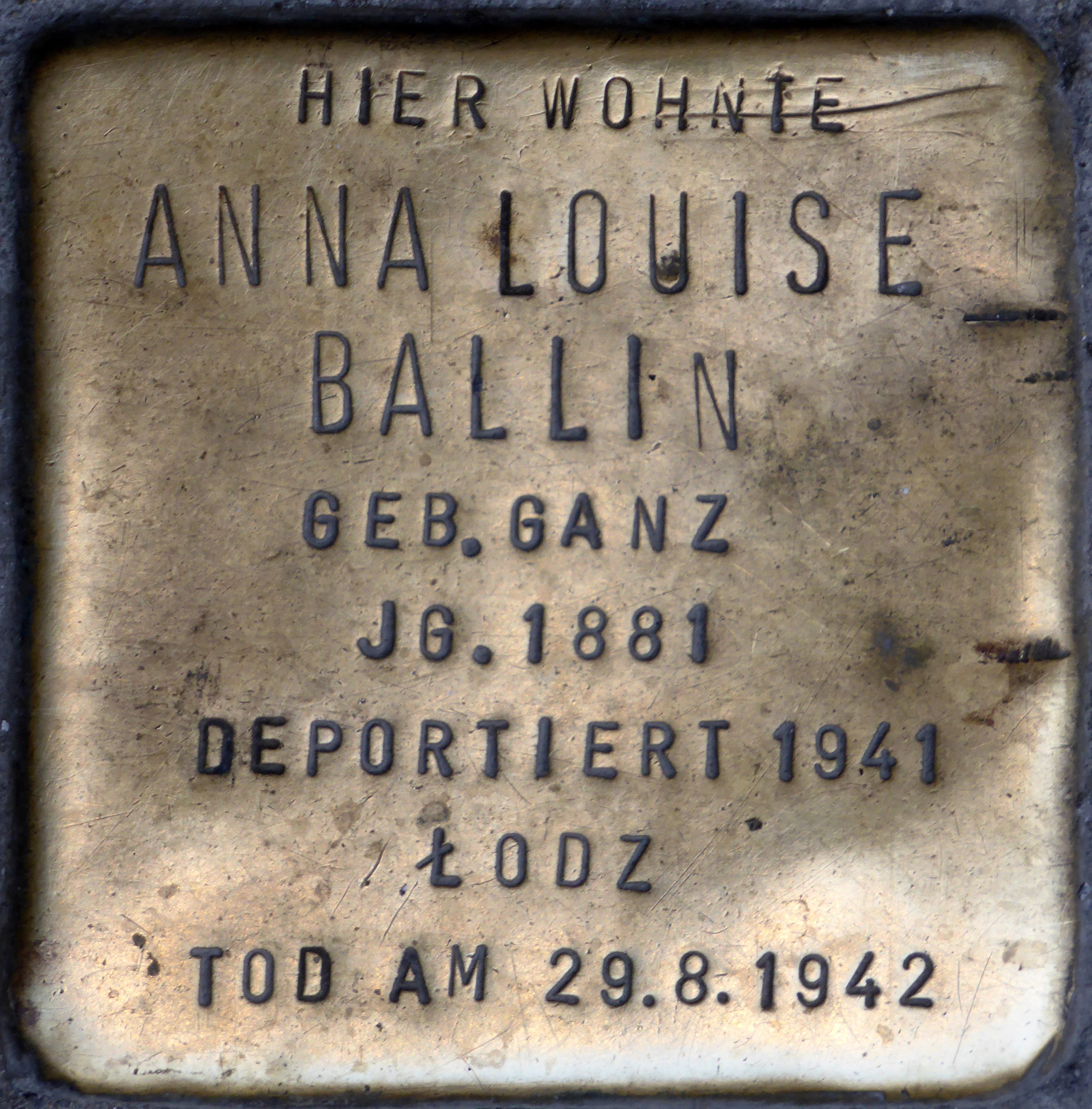
Stolperstein für Anna Ballin in Köln, Maastrichter Straße 3, Tochter des Lengfeld’sche-Buchhändlers Alexander Ganz

1934 war die Buchhandlung von Felix Ganz an nicht-jüdische Besitzer gegangen, die Übernahme geschah treuhänderisch durch Lengefeld’sche-Mitarbeiter wie z. B. Hans Schmitt, der das bis 1967 blieb. Im Börsenblatt für den deutschen Buchhandel steht dieses Resultat der NS-Judenverfolgung knapp so: „Lengfeld’sche Buch- u. Kunsth. A. Ganz, M., Köln 1 * Felix Ganz ausgeschieden. Prokura Frau Felix Ganz erloschen. Hans Schmitt u. Sophie Lutze wurde Ges.-Prokura erteilt.“ Die Adresse der Lengfeld’schen war lange Zeit Zeppelinstraße 9.
Am 31. Mai 1942 kam es zur Zerstörung des Gebäudes bei einem Bombenangriff auf Köln. Zugleich war es das Jahr für das 100-jährige Bestehen der Buchhandlung. Sie firmierte damals als M. Lengfeld’sche Buchhandlung A. Ganz Nachf., Köln – (Nachf. steht für Nachfolger). Zeitweise wurde nun aus einer Privatwohnung heraus eine Buchhandlung betrieben, z. B. in der Kempener Straße in Köln-Nippes.

## Geschichte ab 1945
Seit Anfang der 60er Jahre ist die Adresse der Buchhandlung am Kölner Kolpingplatz. 1962 bis 1993 war die Inhaberin Traute Schmitt-Herzing, 1993 folgte C. Sänger. Das Unternehmen firmierte 2024 als M. Lengfeld’sche Buchhandlung GmbH, vertreten durch die Geschäftsführerin Hildegund Laaff-von Kienle-Reum, die seit Juni 2025 auch die Alleingesellschafterin ist. 2015, 2016 und 2017 erhielt man den Deutschen Buchhandlungspreis.